# Турівська єпархія (РПЦ)
Турівська і Мозирська єпархія (біл. Тураўская и Мазирская епархія) — єпархія Білоруського екзархату РПЦ; одна з найдавніших єпархій в Білорусі і в східнослов'янських землях.
Територія єпархії включає західну частину Гомельської області з Брагінським, Єльським, Житковицьким, Калинковицьким, Лельчицьким, Мозирським, Наровлянським, Октябрським, Петриковським і Хойницьким районами.
Кафедральне місто — Мозир, кафедральні собори — Собор в ім'я Архістратига Михаїла (Мозир) і Собор святителів Кирила та Лаврентія Турівських (Турів). Заснована близько 1005 року; відроджена в 1992 році шляхом виділення з Гомельської і Мозирської єпархії.
Налічує (2005): 58 парафій; 52 священнослужителя (47 священиків, 5 дияконів).

## Назви
- Турівська (бл. 1005—1238/1240)
- Турівська і Пінська (1241/1345 — ?)
- З поч. XV століття: Пінська і Турівська
- Турівська і Мозирська (з 18 жовтня 1992)

## Історія
Турівська єпархія була заснована в 1005 році. Вона є однією з найдавніших православних єпархій на території сучасної Білорусі. Єпископи єпархії поставлялися на кафедру Київськими митрополитами. Турівській єпархія займала досить велику територію (зараз частини Мінської, Гомельської, Гродненської і Брестської областей).
В XI столітті створено рукописне Турівське Євангеліє, яке є однією з найдавніших пам'яток слов'янської книжкової писемності, що дійшла до нашого часу.
C 1182 по 1390 роки утворюється пробіл в Турівській ієрархії, що збігається з часом навали татар. Кирило Турівський і його наступник єпископ Лаврентій були зараховані Церквою до числа угодників Божих.
В XII столітті дружина Святополка Ізяславича, Варвара заснувала в Турові перший жіночий монастир.
В 1241 році кафедра перенесена в місто Пінськ. На той момент в Турові було більше 50 церков і монастирів.
У XVI столітті в Турові було 80 церков, діяв Борисо-Глебський монастир. В 1596 році єпископ Пінський і Турівський Леонтій Пельчицький бере участь в Берестейській унії і приймає її, після чого Пінськ-Турівська православна єпархія перестає існувати.
В 1633 році, після відновлення Київської митрополії, до митрополичої єпархії відносяться православні церкви і монастирі Турівщини.
На початку XVIII століття в Мозирської протопопії діє 50 церков. Але до кінця XVIII століття всі православні храми в Турові були передані уніатам.
В 1793 році після другого поділу Речі Посполитої Турів входить до складу Російської Імперії. У тому ж році територія колишньої Турівсько-Пінської єпархії переходить в підпорядкування архієреїв Мінської єпархії.
В 1913 році на території єпархії знаходилося 140 храмів, в 1987 — 7 церков. Одна церква — Свято-Микільська в Петрикові — діяла безперервно.
У 1922—1926 роки існувало Мозирське-Турівське вікаріатство Мінської єпархії на чолі з вікарним єпископом Іоанном (Пашиним).
В 1990 році утворена Гомельсько-Мозирська єпархія на чолі з єпископом Аристархом.
В 1992 році за розпорядженням Синоду Білоруської Православної Церкви була відроджена Турівська єпархія. 24 липня 1992 року архімандрит Петро (Карпусюк) був висвячений в єпископа Турівського і Мозирського. Єпархія складалася з 23 храмів і однієї чернечої жіночої громади при храмі на честь Покрова Божої Матері в місті Хойниках. Було створено шість благочинницьких округів: Мозирський, Петриковський, Житковицький, Лельчицький, Наровлянський і Хойницький.
В 2003 році єпархія налічувала 58 зареєстрованих парафій.
24 грудня 2004 року визначенням Священного Синоду Білоруської Православної Церкви Московського патріархату єпископом Турівським і Мозирським нарачено бути архімандриту Стефану (Нещерету).
30 січня 2005 року була здійснена хіротонія архімандрита Стефана в єпископа Турівського і Мозирського. У 2005 році в єпархії служило 52 священнослужителя (47 священиків, 5 дияконів) і налічувалося 58 парафій.
21 листопада 2008 року, в день святкування престольного свята Свято-Михайлівського кафедрального собору міста Мозиря при Турівському єпархіальному управлінні відкрився Церковний історико-археологічний кабінет в якому зібрано багатющий матеріал історико-культурної спадщини білоруського Полісся: близько тисячі одиниць зберігання, серед яких перше видання Острозької Біблії (1581), ікони білоруської школи іконопису.
5 листопада 2009 року Патріарх Московський і всієї Русі Кирило благословив будівництво кафедрального собору в м. Турів на честь святителів Кирила та Лаврентія Турівських.
21 листопада 2010 року здійснена перша за 700 років канонізація в Турівській єпархії. В Свято-Михайлівському кафедральному соборі м. Мозиря звершено Божественну літургію з чином канонізації священномученика Алексія Могильницького, пресвітера Лельчицького.
Станом на березень 2012 року в єпархії служать 64 священнослужителя (61 священик, 3 диякона), діє 75 храмів.
Постановою Синоду Руської Православної Церкви від 7 червня 2012 року (журнал № 53) єпископ Турівський і Мозирський Стефан призначений на Гомельську кафедру в зв'язку з кончиною архієпископа Гомельського і Жлобінського Аристарха, а Преосвященним Турівським і Мозирським визначено бути єпископу Речицькому Леоніду, вікарію Гомельської єпархії.
11 травня 2013 року, в урочистій обстановці, було освячено новий собор на честь святителів Кирила та Лаврентія Турівських в м. Турові.

## Благочинні округи

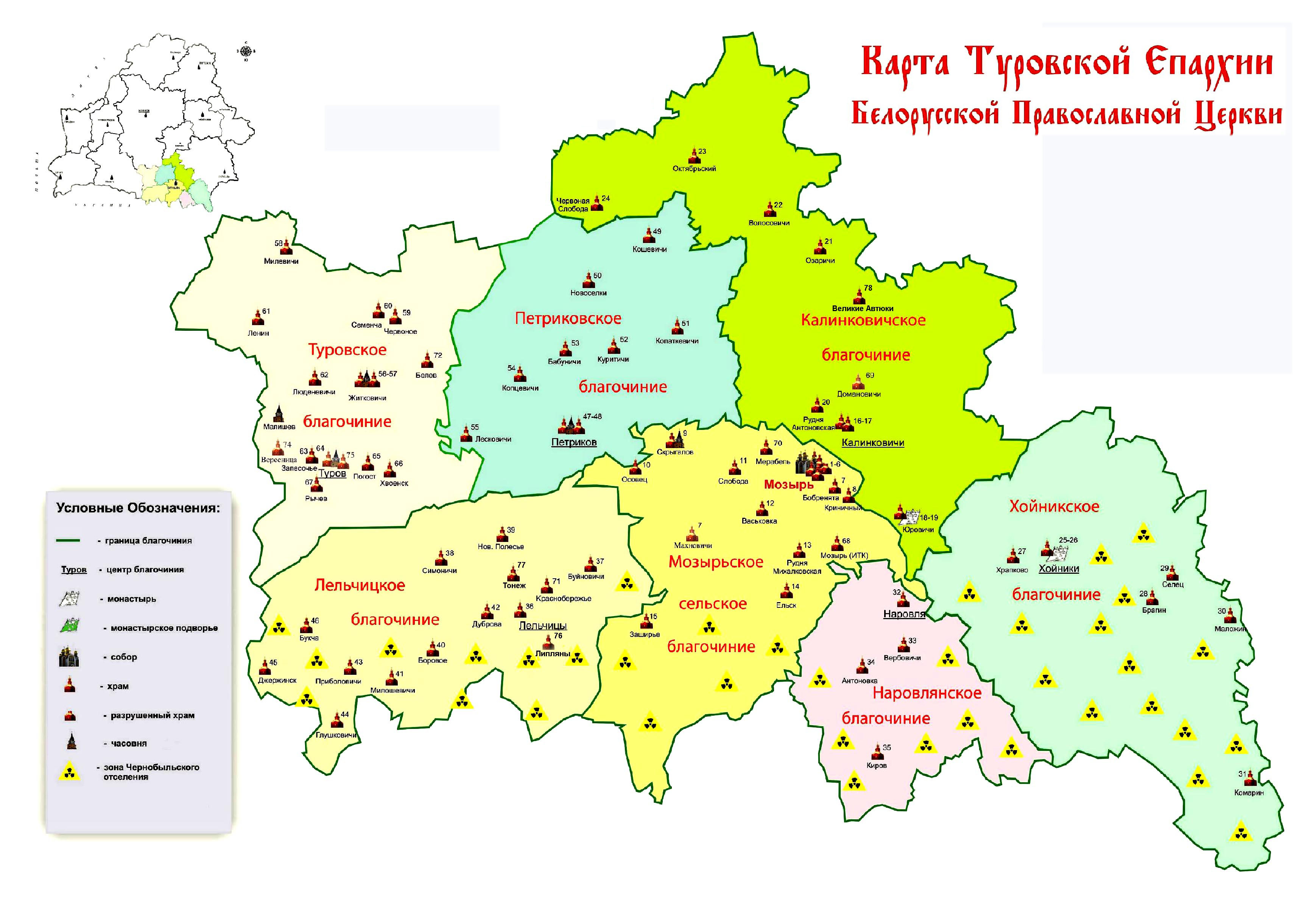
Карта благочинних округів Турівскої і Мозирської епархії.

- Мозирський міський
- Мозирський сільський
- Калинковичський
- Хойницький
- Петриковський
- Лельчицький
- Турівський[3]

## Галерея

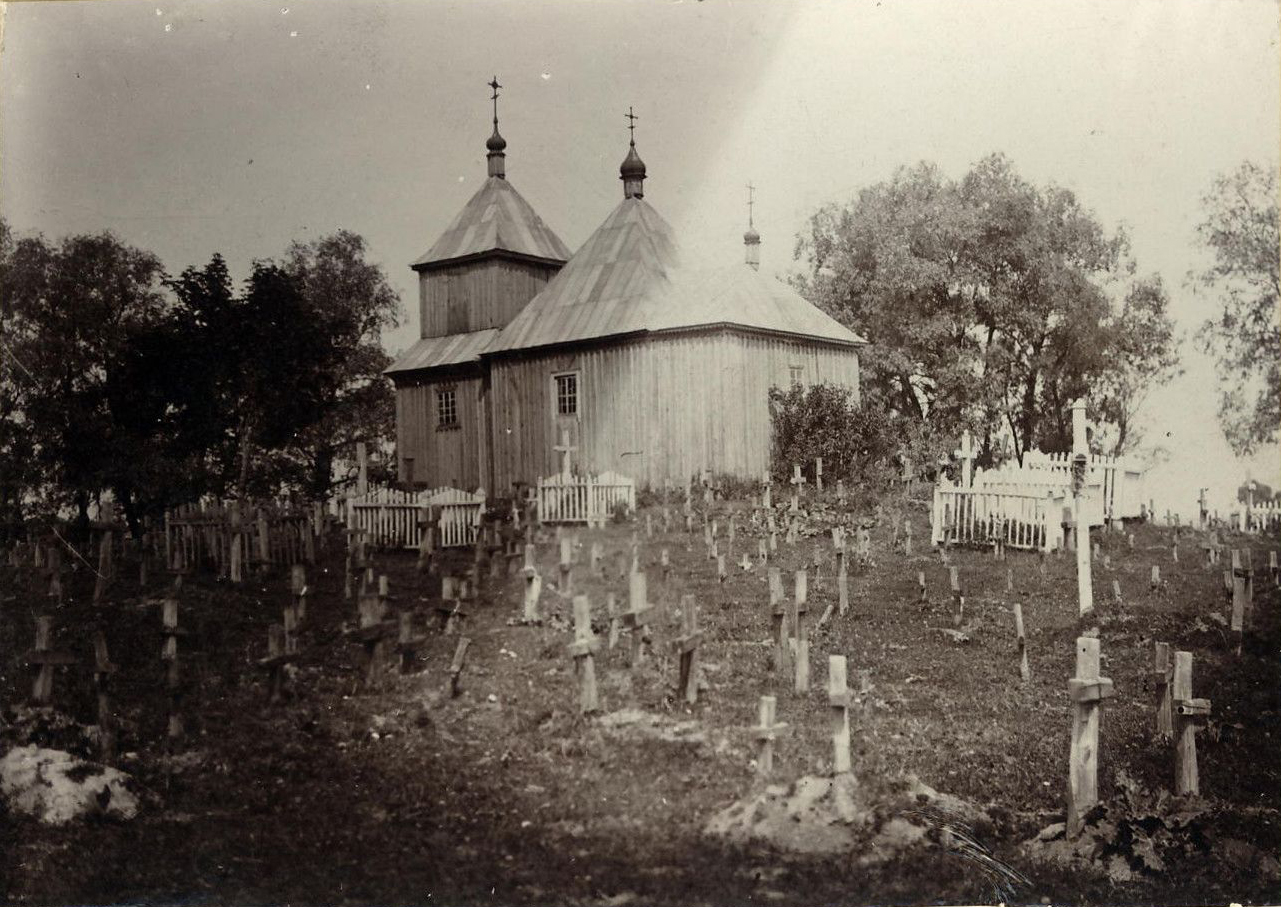
Турівське кладовище і Церква Всіх Святих. 1911 рік. Фото Ісаака Сербова.
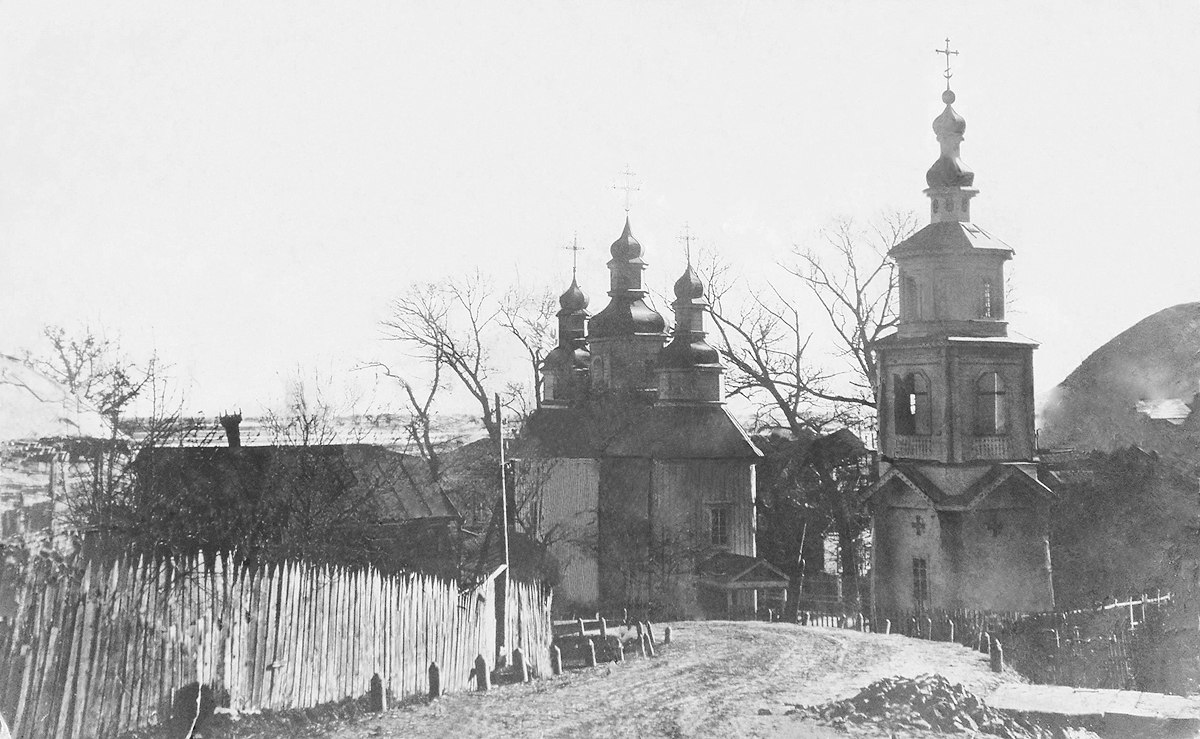
Церква святої Параскеви П'ятниці в Мозирі. 1912 рік.
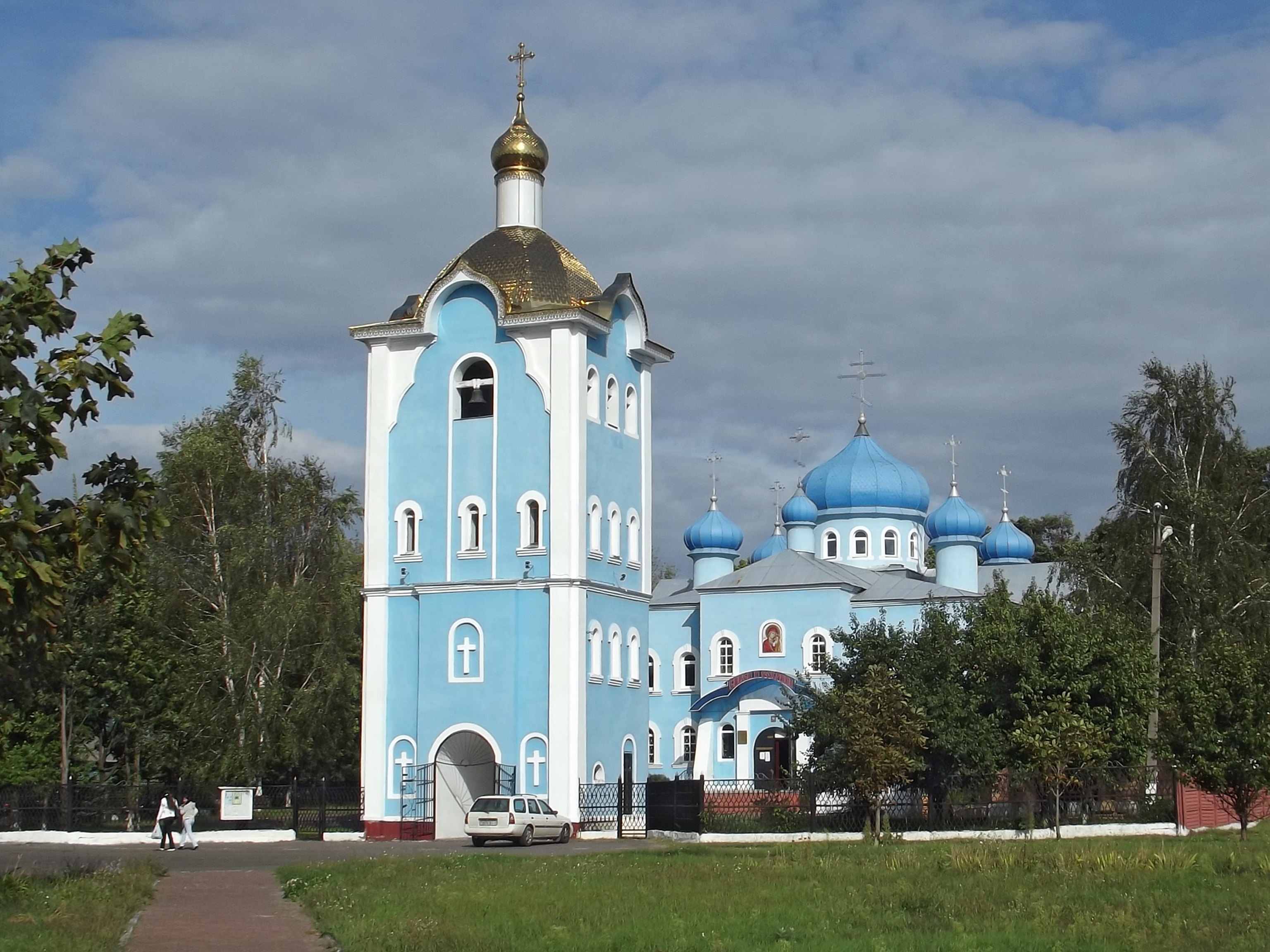
Церква Казанської ікони Божої Матері в м. Калинковичі
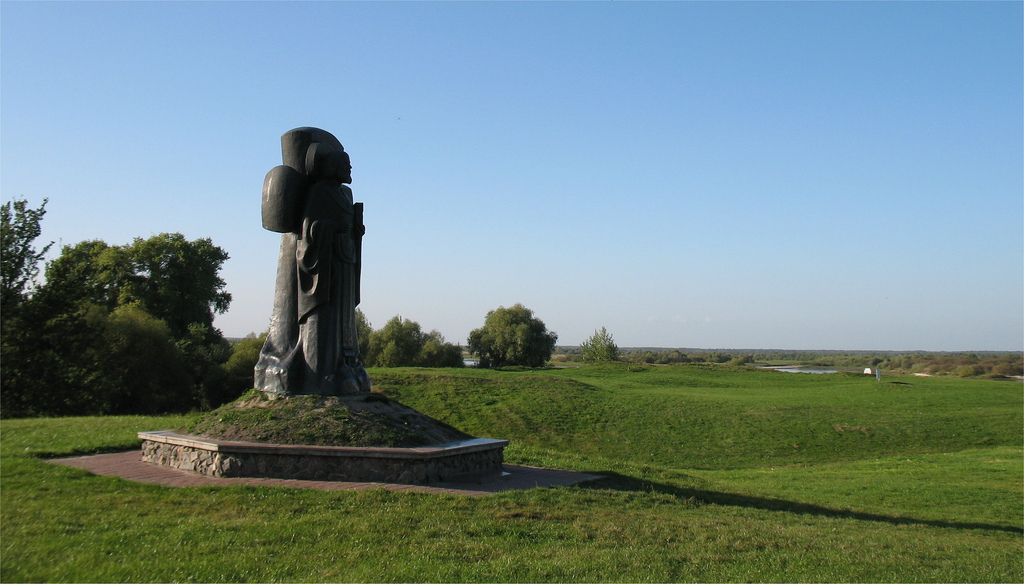
Пам'ятник Кирила Турівського в м. Турові
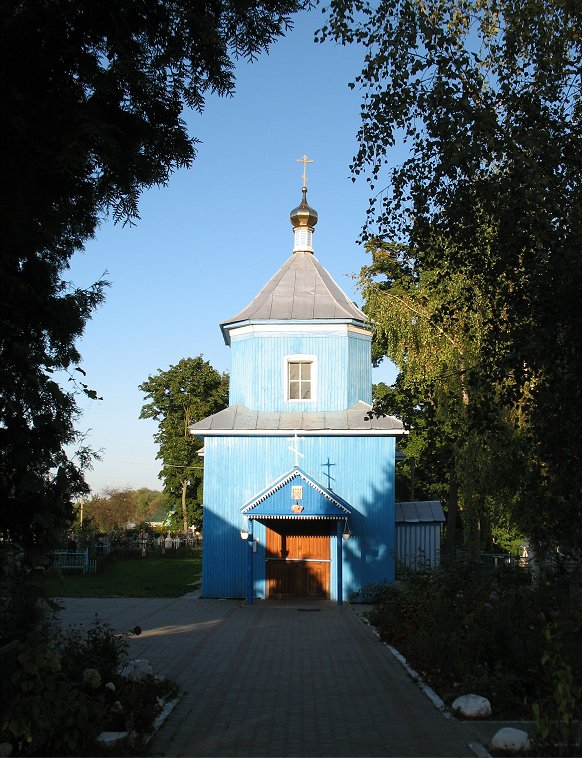
Церква Всіх Святих (1810) в м. Турові
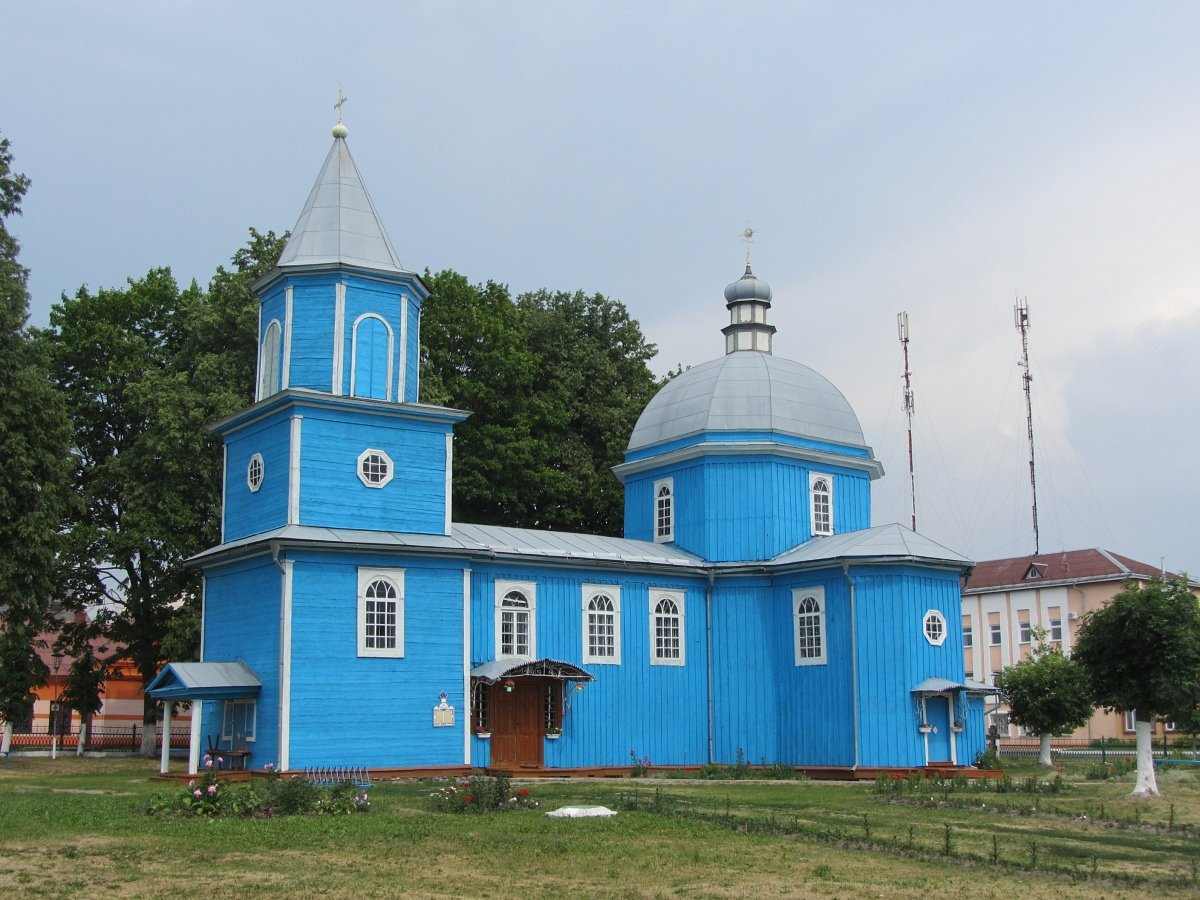
Церква Святої Трійці в м. Єльск
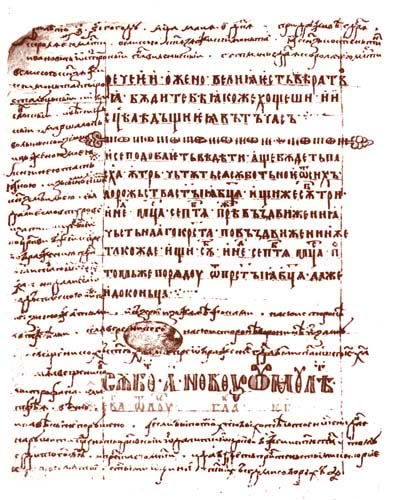
Турівське Євангеліє, XI ст.
Фрагмент Туровського євангелія
Фрагмент Туровського євангелія